# جورج روش
جورج روش (بالإنجليزية: George Roche)‏ (1 يناير 1889 في المملكة المتحدة - 1 يناير 1973 بليفربول في المملكة المتحدة) هو لاعب كرة قدم بريطاني (وحمل سابقاً جنسية المملكة المتحدة لبريطانيا العظمى وأيرلندا) في مركز الوسط. لعب مع بريستون نورث إيند وستوك سيتي وLancaster City F.C. ‏.